# Mitos del antiexilio
Mitos del antiexilio es un libro de ensayo del escritor Armando de Armas; publicado en español e inglés, Miami, 2007,  y en italiano, editorial Spirali, Milán, 2008. En este libro, de Armas no sólo desmonta muchos de los lugares comunes que sostiene la izquierda sobre el exilio anticastrista de Miami, sino muchos de los lugares comunes que sostienen los desterrados isleños sobre sí mismos y, por otro lado, cuestiona algunos de los presupuestos del espíritu época imperante al presente en los predios occidentales, con un estilo que fluye raudo montado en el uso de los recursos  de la ironía y la paradoja.

## Reseña
De Armas elabora sus análisis a partir de premisas y situaciones preestablecidas, lo cual le ayuda a sustentar sus tesis. Su objetivo, señala, no es analizar la “obsesión en contra del exilio cubano”, sino “responder algunos argumentos... a partir de ciertos presupuestos lógicos, históricos, éticos y probablemente estéticos”. ¿Qué nos ofrece entonces Armando de Armas en Mitos del antiexilio? Las posibles respuestas se encuentran en las 140 páginas de este ensayo fluido, como un monólogo interior, donde el escritor, entre estadísticas, reportes de prensa y lecturas, desmantela la falsa imagen que sobre los exiliados cubanos tienen algunos.